# Johnny "Guitar" Watson
Johnny "Guitar" Watson (Houston (Texas), 3 februari 1935 – Yokohama, 17 mei 1996) was een Amerikaanse blueszanger en -gitarist, wiens lange carrière invloed had op de ontwikkeling van de blues, soul, rhythm-and-blues, funk, rock en hiphop.

## Biografie
Zijn vader John sr. was pianist en leerde zijn zoon het instrument. Maar de jonge Watson voelde zich meteen aangetrokken tot het geluid van de gitaar. Zijn grootvader, een predikant, was ook muzikaal aangelegd. "Mijn vader zong tijdens het gitaarspelen in de kerk", zei Watson jaren later. Toen hij elf was, bood zijn grootvader hem een gitaar aan, mits de jongen geen "duivelse muziek" (blues) zou spelen. De jongen stemde toe maar begon toch meteen met blues.
Tijdens de jaren 50 werd hij bekend met singles als Space Guitar (1954), Those Lonely, Lonely Nights (1955), Three Hours Past Midnight (1956), Superman Lover (1976), A Real Mother for Ya (1977) en Gangster of Love (1978).
Hij overleed in 1996 aan een hartaanval tijdens een optreden in Yokohama, Japan.

## Invloed
Frank Zappa was een enorm bewonderaar van Watson. Hij noemde Three Hours Past Midnight zijn favoriete nummer. Watson speelde ook gitaar op een aantal Zappa-albums, zoals One Size Fits All (1975), Them or Us (1984), Thing-Fish (1984) en Frank Zappa Meets the Mothers of Prevention (1985).
De Amerikaanse rockband Pearl Jam heeft op het album Backspacer uit 2009 een nummer naar Watson vernoemd. Zanger Eddie Vedder raakte geïnspireerd door de collage van Watsons albumhoezen op het toilet van de oefenruimte van de band. Het gaat specifiek over de hoes van What the Hell Is This? (1979), waarop Johnny Guitar zittend op een driewieler met drie vrouwen staat afgebeeld. Het nummer gaat over een man die aangetrokken is tot een van de vrouwen op de albumhoes en zich afvraagt waarom de vrouw liever een van Watsons vele vrouwen wil zijn dan de unieke vriendin van deze man. Een van zijn vele hits is Too Tired die gecoverd werd door Gary Moore op zijn album Still Got The Blues.

## Discografie
- 1957 - Gangster of Love
- 1963 - I Cried for You
- 1963 - Johnny Guitar Watson [King]
- 1964 - The Blues Soul of Johnny Guitar Watson
- 1965 - Larry Williams Show with Johnny Guitar Watson
- 1967 - Bad
- 1967 - In the Fats Bag
- 1967 - Two for the Price of One
- 1973 - Listen
- 1975 - I Don't Want to Be a Lone Ranger
- 1975 - The Gangster Is Back
- 1976 - Ain't That a Bitch
- 1976 - Captured Live
- 1977 - A Real Mother for Ya
- 1977 - Funk Beyond the Call of Duty
- 1977 - I Wanna Thank You
- 1978 - Giant
- 1978 - Gettin' Down with Johnny "Guitar" Watson
- 1979 - What the Hell Is This?
- 1980 - Lover Jones
- 1981 - Johnny "Guitar" Watson and the Family Clone
- 1982 - That's What Time It Is
- 1984 - Strike on Computers
- 1985 - Hit the Highway
- 1986 - 3 Hours Past Midnight
- 1989 - Witchcraft
- 1990 - Real Blues For Ya
- 1992 - Plays Misty
- 1994 - Bow Wow

### NPO Radio 2 Top 2000
| Nummer met noteringen in de NPO Radio 2 Top 2000 | '99 | '00  | '01  | '02  | '03 | '04 | '05  | '06  | '07  | '08  | '09  | '10  | '11  | '12 | '13  | '14  | '15  | '16  |
| ------------------------------------------------ | --- | ---- | ---- | ---- | --- | --- | ---- | ---- | ---- | ---- | ---- | ---- | ---- | --- | ---- | ---- | ---- | ---- |
| A Real Mother for Ya                             | 824 | 1089 | 1541 | 1104 | 992 | 988 | 1390 | 1600 | 1390 | 1309 | 1372 | 1182 | 1441 | 963 | 1184 | 1489 | 1698 | 1872 |

1. ↑  Een vetgedrukt getal geeft de hoogste notering aan.
2. ↑  Deze tabel is bijgewerkt tot en met de laatste editie (2024).